# Tokyo Electron
Tokyo Electron Limited (яп. 東京エレクトロン株式会社 то:кё: эрэкуторон кабусики-гайся) — японская компания, производитель оборудования для изготовления интегральных схем и плоскопанельных дисплеев, по доле на рынке крупнейший в Японии и третий в мире. Штаб-квартира находится в картвеле Акасака, район Минато, Токио, Япония. В промышленности и на фондовом рынке Tokyo Electron Limited часто называют TEL или Tokyo Electric.
Tokyo Electron Device (яп. 東京エレクトロンデバイス株式会社 то:кё: эрэкуторон дэбайсу кабусики-гайся, TYO: 2760), или TED, является дочерней компанией TEL, специализирующейся на полупроводниковых устройствах, электронных компонентах и сетевом оборудовании.

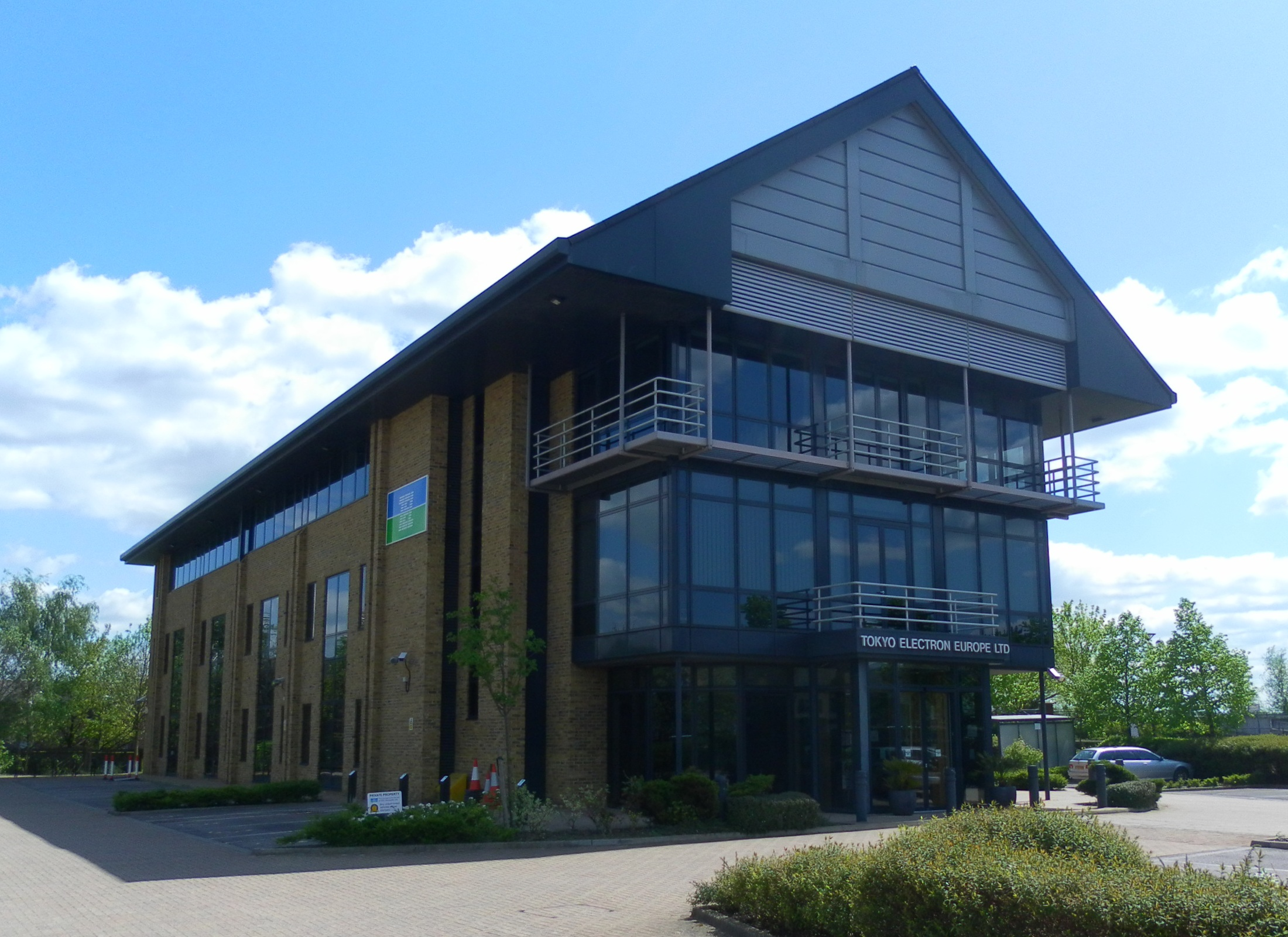
Штаб-квартира Tokyo Electron Europe Limited, Кроли, Западный Суссекс, Великобритания.

Крупнейшими акционерами являются The Master Trust Bank of Japan (27 % акций) и Custody Bank of Japan (11 %).

## История
11 ноября 1963 года Токуо Кубо и Тосио Кодака основали компанию Tokyo Electron Laboratories Inc., большую часть стартового капитала в 5 млн иен было получено от Tokyo Broadcasting System (TBS). Позже в том же году офис компании открылся в главном здании TBS. Компания начала экспорт японских видеомагнитофонов и автомобильных радиоприёмников и импорт комплектующих и оборудования, включая диффузионные печи производства Thermco.
В феврале 1968 года было основано TEL-Thermco Ltd., совместное предприятие с Thermco Corporation в США. В июне 1976 года TEL-Thermco разрабатало первый в мире окислитель высокого давления. В октябре 1978 года Tokyo Electron Laboratory сменила название на Tokyo Electron Limited. В июне 1980 года акции компании были размещены во второй секции Токийской фондовой биржи, а в марте 1984 года переведены в первую секцию биржи.
В августе 1990 года была основана дочерняя компания Tokyo Electron FE Co., Ltd., занявшаяся разработкой и производством оборудования для изготовления жидкокристаллических дисплеев (ЖК-дисплеев). В октябре того же года начала работу компания Tokyo Electron Device Limited. В августе 1994 года штаб-квартира переехала в центр вещания Akasaka TBS.
В апреле 2006 года Tokyo Electron AT Co., Ltd. разделилась на три компании (Tokyo Electron AT Co., Ltd., Tokyo Electron Tohoku Co., Ltd., Tokyo Electron TS Co., Ltd.). В феврале 2008 года была основана Tokyo Electron PV Co., Ltd., совместное предприятие с Sharp. 18 февраля 2008 года штаб-квартира компании переехала в небоскрёб Akasaka Biz Tower.
В мае 2012 года была куплена компания NEXX Systems (США) и переименована в TEL NEXX, Inc. В ноябре 2012 года была ликвидирована компания Tokyo Electron PV Co., Ltd. В сентябре 2013 года было достигнуто соглашение о слиянии Tokyo Electron с Applied Materials, однако в 2015 году оно было заблокировано как нарушающее антимонопольное законодательство.
10 июля 2019 года было объявлено о партнёрстве с BRIDG в США.

## Деятельность
Выручка за 2022/23 финансовый год составила 2,21 трлн иен (16,5 млрд долларов). Основными рынками для компании были КНР (24 % выручки), Тайвань (20 %), Южная Корея (16 %), США (16 %), Япония (10 %), Европа (8 %). Крупнейшими покупателями были Intel (16 % продаж), TSMC (15 %) и Samsung Electronics (13 %).
В списке крупнейших публичных компаний мира Forbes Global 2000 за 2023 год Tokyo Electron заняла 556-е место.

### Оборудование для производства полупроводников
TEL производит оборудование для производства полупроводников для следующих этапов:
- термическая обработка — нанесение тонких слоев диэлектрического материала между транзисторами на поверхность кремниевой пластины в процессе нагретого химического осаждения из газовой фазы при низком давлении или процессе окисления[10]
- фоторезистивное покрытие/проявление — покрытие фоторезистом и проявка для проецирования микроскопического рисунка схемы на пластину в фотолитографии[11]
- плазменное травление[12]
- подготовка поверхности пластин — очистка поверхности пластин для удаления посторонних частиц или загрязнений[13]
- химическое осаждение из газовой фазы — осаждение тонких слоев различных материалов, таких как вольфрам, силицид вольфрама, титан, нитрид титана и оксид тантала[14]
- зондирование пластин — зондовые устройства для тестирования функциональности и производительности каждого кристалла на пластине[15]
- модификация материала/легирование — модификация поверхности и легирование с использованием технологии газовых кластерных ионов[16]
- корректирующее травление/обрезка — корректирующее травление и обрезка тонких плёнок, таких как кремний, нитрид кремния, диоксид кремния, нитрид алюминия и металлов[17]
- интегрированная метрология (совместная разработка TEL и KLA Corporation)[18]
- корпусирование интегральных схем[19].

## Исследования и разработки
Центр разработки процессов TEL расположен в Нирасаки. У TEL также есть Технологический центр в Амагасаки, и Сендайский центр проектирования и разработки в Сендае. TEL Technology Center, America, LLC в Олбани, является научно-исследовательским центром в США. TEL является одним из партнеров ИМЕК, международного микро- и наноэлектронного научно-исследовательского центра в Лёвене (Бельгия).
В июле 2014 года TEL объявила о создании совместной сборочной лаборатории с Институтом микроэлектроники в Сингапуре. Лаборатория сосредоточена на исследованиях и разработках упаковки и сборки на уровне пластин, чтобы удовлетворить потребности Интернет вещей в устройствах с высокой производительностью и низким энергопотреблением.